# クロス・アンド・ブラックウェル
クロス・アンド・ブラックウェル（Crosse & Blackwell、C&B）は、イギリスの食品ブランドである。1706年にロンドンで設立され、長らく独立の企業であったが、1960年にスイスのコングロマリットであるネスレに買収された。現在は、アメリカのJ・M・スマッカーなどがこのブランドを所有している。
クロス・アンド・ブラックウェルのブランドで販売されている商品には、調味料、マーマレード、ミートソース、ミンスミート、マスタード、酢漬けなどがある。
日本ではカレー粉のメーカーとして知られているが、カレー粉はこの会社の数多い取扱い品目のひとつにすぎず、初めて販売したときの資料も会社に残っていないという。

## 歴史

### 18・19世紀
1706年に植民地の農産物を扱う「ジャクソンズ」(Jackson's)としてロンドンで設立され、後に「ウェスト・アンド・ワイアット」(West & Wyatt)となった。同社は酢漬け、ソース、調味料、塩漬け魚を専門とし、イギリス国王ジョージ3世、ジョージ4世、ウィリアム4世の御用達となっていた。1818年、ウェスト・アンド・ワイアット社はソーホーのキング・ストリート（現在のシャフツベリー・アベニュー）11番地に工場を建設し、油漬け、果物の砂糖漬けなどを製造した。
1819年、ウェスト・アンド・ワイアット社に見習いとしてエドモンド・クロス（Edmund Crosse、1804-1862）とトーマス・ブラックウェル（Thomas Blackwell、1804-1879）が入社した。1830年、2人は家族から借りた600ポンドでウェスト・アンド・ワイアット社の事業を買収し、社名を「クロス・アンド・ブラックウェル」とした。同社は、1837年に女王ヴィクトリアから王室認証（ロイヤル・ワラント）を受けた。

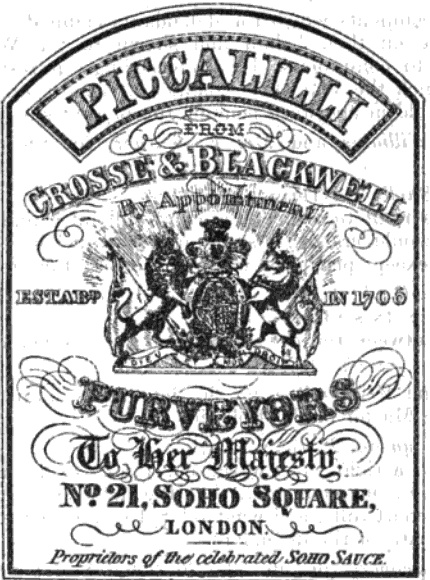
1867年頃のC&B社のピカリリのラベル

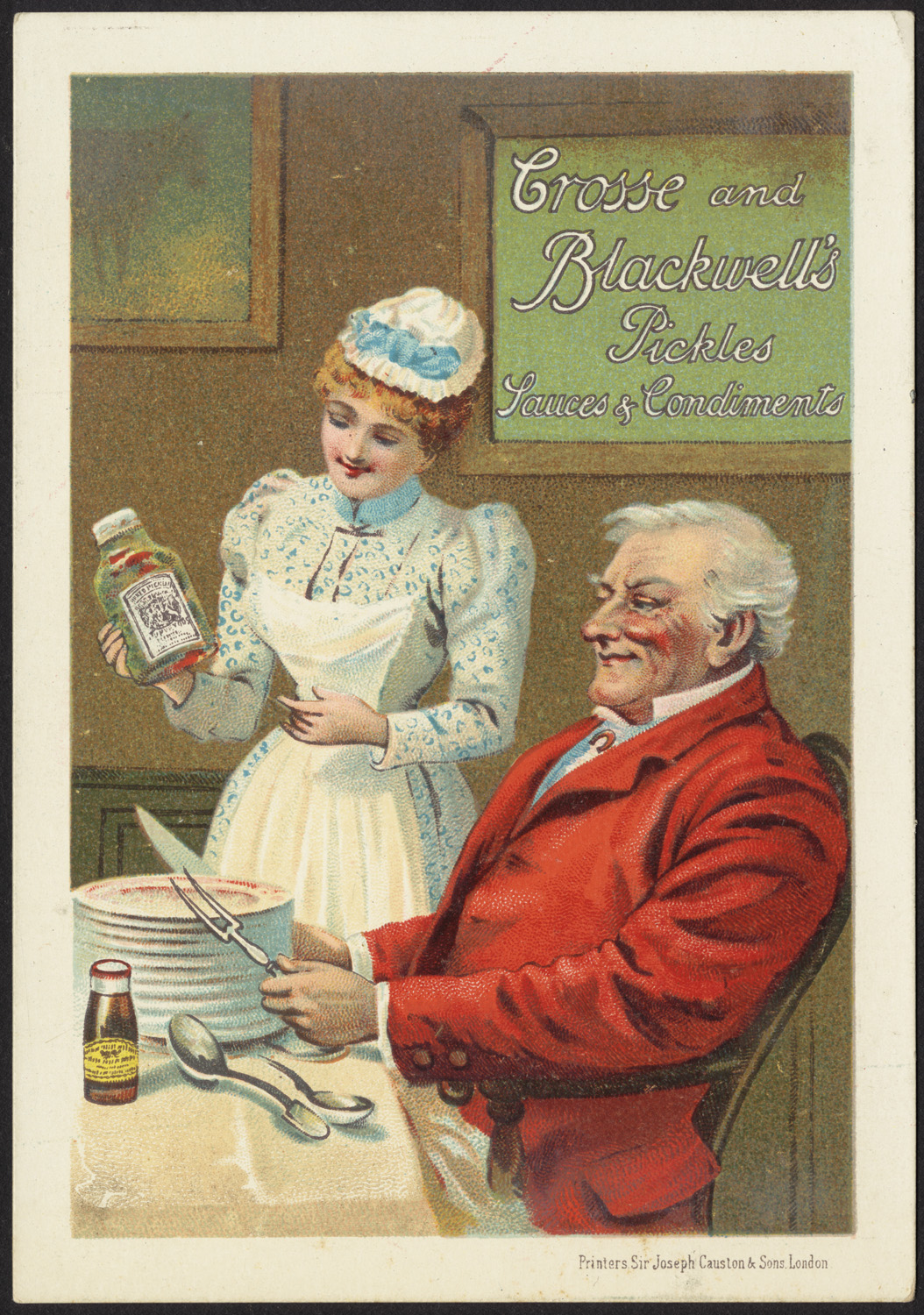
C&B社のピクルスの広告。1870年〜1900年頃のものと思われる

1839年に事業を拡大し、オフィスと店舗をソーホー・スクエア20-21番地に移転した。その後の10年間で、著名なシェフとコラボレーションした商品を多く生み出した。例えば、1850年にはフランス出身のシェフ・アレクシス・ソイヤーと協力して、ピリッとした味の「ソイヤーズ・ソース」「ソイヤーズ・レリッシュ」「ソイヤーズ・サルタナ・ソース」を開発した。また、リー・アンド・ペリンズ社が開発したウスターソースの総販売元でもあった。
C&B社はカレドニアン・ロードに酢の醸造所を建設し、ソーホー・スクエアで酢漬けの製造を開始した。この工場は、ジャーナリスト・ヘンリー・メイヒューが1865年に出版した"The Shops and Companies of London, and the Trades and Manufactories of Great Britain"の中で、"Girls in Pickle"という文章で紹介されている。また、1812年に設立されたバーモンジーの小規模な缶詰会社ギャンブル社を買収し、長距離航海のための果物、野菜、肉の缶詰を製造した。1849年には、アイルランドのコークにサーモンの缶詰を製造する工場を建設した。
19世紀後半、C&B社は、ソーホー・スクエアに近いチャーリング・クロス・ロードにいくつかの建物を建設した。1875年から76年にかけて、チャリング・クロス・ロード111番地に建築家ロバート・ルイス・ルーミューの設計による2階建ての厩舎を発注した。ルーミューが1877年に亡くなった後は、その息子のレジナルド・セントオービン・ルーミューの設計会社ルーミュー&アイチソンに設計を依頼し、チャーリング・クロス・ロードに倉庫を建設した。1888年から1920年代まで、C&B社はチャーリング・クロス・ロード114-116にオフィスを構えていたが、これもルーミュー&アイチソンの設計によるものである。
1892年に有限責任会社(limited company)となった。

### 20世紀
第一次世界大戦前、C&B社はヨーロッパ大陸に進出し、最初の工場をハンブルグに建設した。第一次世界大戦後は、1919年にバーモンジーのソース・ピクルスメーカーのE・レーゼンビー社(E Lazenby & Son Ltd)を、1924年にはダンディーのマーマレードメーカーのジェームズ・ケイラー社(James Keiller & Son Ltd)を買収した。ケイラー社はロンドン東部・シルバータウンのテイ・ワーフに工場を構えており、テムズ川や鉄道網、ヘンリー・テートの製糖所にも近かった。
その後、Cosmelli Packing Company、Robert Kellie & Son、Batzer & Co、Alexander Cairns & Sonsなどを買収した。第一次世界大戦後、C&Bはさらに海外に工場を建設した。1930年までに、ボルチモア、ブリュッセル、ブエノスアイレス、パリ、トロントに工場を進出させた。

#### 郊外への移転
1920年、C&B社はスタッフォードシャー州バートン・アポン・トレント郊外のブランストンの工場用地を612,856ポンドで購入した。ここに大英帝国最大となる食品工場を建設し、ソーホーにあった工場・オフィスを引き払った。
1922年、同社は新工場で生産を開始したが、ブランストンの立地は不経済であることが判明し、生産拠点はバーモンジーのクリムスコット・ストリートにあるレーゼンビー社の敷地に移された。ブランストンでの生産は1925年1月に終了したが、その結果、ブランストンでは大量の失業者が発生し、ブランストンの住民はC&B社製品の不買運動を行った。
バーモンジーの工場は1924年と1926年に拡張され、1969年まで使用された。

#### ケイラー

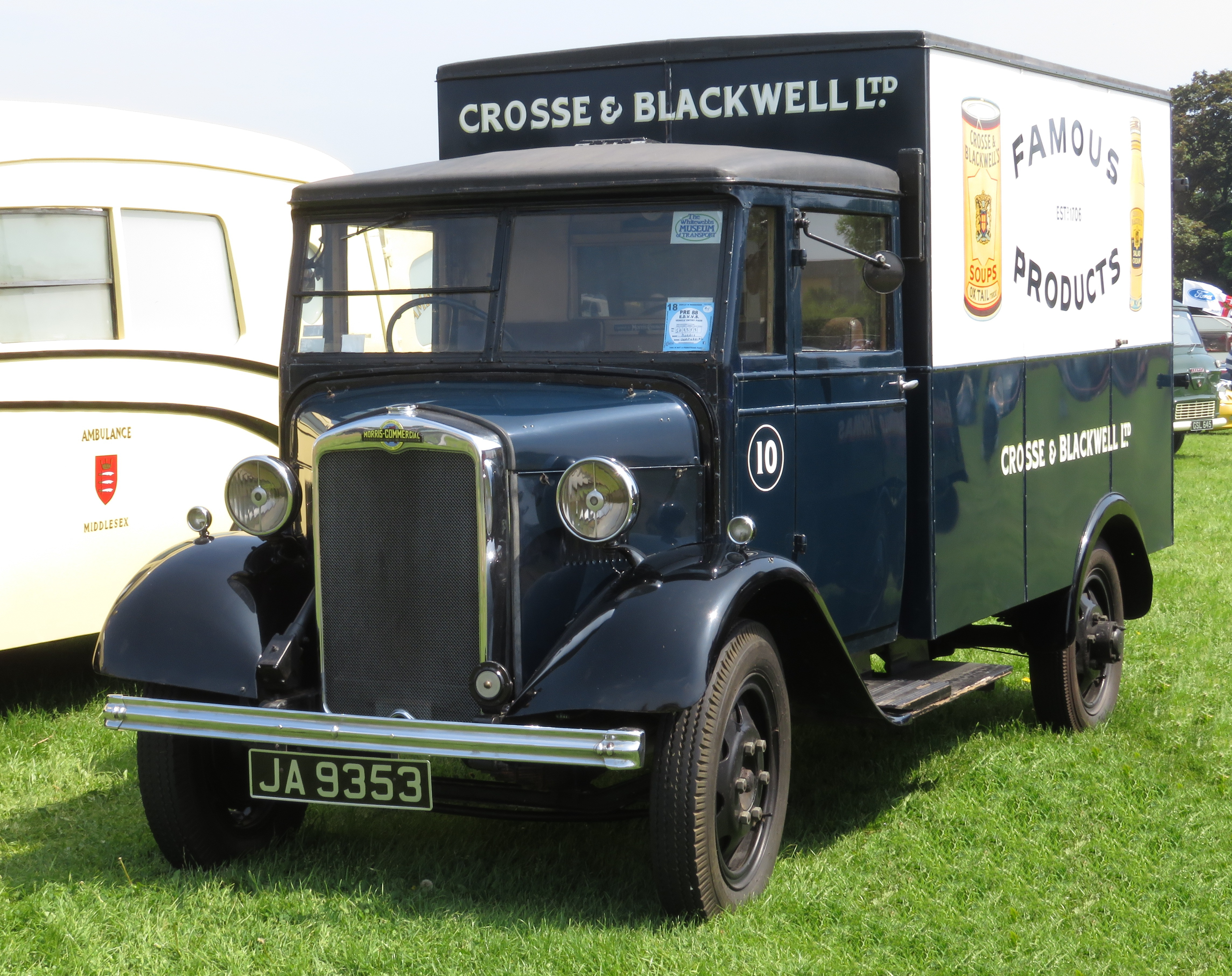
同社の輸送トラック（1937年）

シルバータウンにあったケイラー社の工場は、1889年の火災で焼失し、翌年に再建された。そこで保存食、チョコレート、菓子類の製造を続けていたが、1940年9月7日のロンドン空襲で爆撃を受けた。チョコレートや製菓の製造はダンディー工場に移された。シルバータウンでは保存食の製造のみが再開されたが、1956年にこれもダンディー工場に移管された。

#### ネスレによる買収
1960年、ネスレはC&B社を買収し、そのブランドを同社の世界中の多くの食品カテゴリー製品に展開した。この買収により、ネスレは11の工場を手に入れた。その中には、イギリス最大の魚の缶詰工場（アバディーンシャー州ピーターヘッド）も含まれていた。買収当時、C&B社の従業員は、生産部門で4,700人、その他の従業員と営業担当者で1,900人だった。
C&Bのブランドは、後にプレミア・フーズ社の傘下に入った。

### 21世紀
プレミア・フーズ社は2002年にC&Bの事業を売却した。現在、クロス・アンド・ブラックウェル(C&B)ブランドの所有権は、北アメリカのJ・M・スマッカー、ヨーロッパのプリンセス・グループ、南アフリカのタイガー・ブランドに分かれている。